# 太平府 (广西省)

太平府在广西省的位置（1820年）

太平府，雅稱龍州，明清時代廣西省的一個府，位於今广西壮族自治区西南部，相當於今崇左市一帶。包含了江州區、龍州縣、天等縣東、大新縣東、隆安縣西等地域。
在清代，廣西省的太平府屬於太平思順道治所。新太協左營駐防副將駐。明洪武二年為府，領州十七，縣三。順治初，因明舊。雍正三年，置上龍、下龍二土司。七年，廢下龍司，置龍州廳。十年，改思明土府為土思州，並所屬下石西土州來屬。十一年，改思明州為寧明州，置明江廳，兼管上石土州事，降直隸江州為土州，及所屬羅白縣為土縣，又降思陵、憑祥二直隸為土州，並來屬，省思城土州入崇善縣。光緒十三年，上思州來屬。十八年，升上思州為直隸廳。宣統二年，憑祥土司改流官，置憑祥廳。舊隸左江道。光緒十三年，改隸太平思順道。提督駐龍州，督辦邊防。光緒十二年由柳州移駐。二十九年，改置督辦邊防大臣。三十一年廢。以太平思順道辦理邊防事務。

## 行政区划
領廳二， 州四，縣一，土州十六，土縣二，土司一：
- 縣一：崇善縣
- 土縣二：羅白土縣、羅陽土縣
- 廳二：龍州廳、明江廳、憑祥廳
- 州四：左州、養利州、永康州、寧明州
- 土州十六：太平土州、安平土州、萬承土州、茗盈土州、全茗土州、龍英土州、結倫土州、結安土州、鎮遠土州、都結土州、思陵土州、土江州、土思州、下石西土州、上下凍土州
- 土司一：上龍土司

## 外部連結
[在维基数据编辑]
 《欽定古今圖書集成·方輿彙編·職方典·太平府部》，出自陈梦雷《古今圖書集成》